# Ingrid Pollard
Ingrid Pollard, född 1953 i Georgetown, Guyana, är en brittisk konstnär och fotograf, som tilldelades Hasselbladspriset 2024. I sitt konstnärlig arbete har hon sedan 1980-talet fokuserat på landskap, identitet, representation, minne och historia och utforskar bland annat sociala konstruktioner som brittiskhet och rasskillnader. Pollard är kopplad till Autograph, Association of Black Photographers, som hon var med och grundade. Idag bor och arbetar hon i Northumberland i nordöstra England.

## Biografi
Pollard flyttade som treåring från Guyana till Storbritannien och London, där hennes far redan bodde. I början av 1980-talet var hon verksam på Lenthall Road Workshop i östra London, som erbjöd kurser i fotografi och trycktekniker för invånarna i området. Verksamheten kom att fungera som samlingsplats för flera olika politiska och sociala rörelser.
På 1980-talet uppmärksammades Pollard för sina fotografiska serier, speciellt de som fokuserade på svarta personer i den engelska landskapet, som Pastoral Interlude (1987–1988), Seaside Series (1989), Wordsworth's Heritage (1992) och Self Evident (1995). Speciellt Pastoral Interludes, som består av handkolorerade svartvita fotografier och utmanar kulturella klichéer om engelsk kultur och den svarta personens ensidiga koppling till städerna, är ett av hennes mest refererade verk.
Mellan 2005 och 2007 curerade hon Tradewinds2007, ett internationellt residensutställningsprojekt med en utställning på Museum of London Docklands. Hon har deltagit i grupputställningar på Hayward Gallery och Victoria & Albert Museum.
Pollard har arbetat som artist in residence på ett antal organisationer, som Lee Valley Park Authority, London (1994), Cumbria National Park (1998), Wysing Arts, Cambridge (2000), Chenderit School, Oxfordshire (2008) och Croydon College (2011). Hon har också haft ett flertal lärartjänster och är för närvarande lektor i fotografi vid Kingston University. Pollard är medlem i forskargruppen Mapping Spectral Traces. År 2018 var hon tillträdande Stuart Hall Associate Fellow vid University of Sussex. 2016 tilldelades hon ett hedersstipendium från Royal Photographic Society och 2024 Hasselbladpriset, som också innebar hennes första stora utställning i Skandinavien.